# Mlýnek (Žižice)
Mlýnek (Duits: Mühlgrün) is een Tsjechische plaats in de gemeente Žižice in de regio Midden-Bohemen en maakt deel uit van het district Kladno. Het dorp ligt op ongeveer 1 km afstand van Žižice en op ongeveer 4 km afstand van Slaný.
Mlýnek telt 32 inwoners (2021).

## Geografie
Mlýnek ligt aan de Červenýbeek. 

## Geschiedenis
In 2001 had het dorp nog 8 huizen en 4 vaste inwoners; in 2021 was het aantal inwoners gestegen naar 21.
Sinds 1960 behoort het dorp (samen met de rest van de gemeente) tot het district Kladno.

## Verkeer en vervoer

### Autowegen
Er loopt een regionale weg (I/16) die Mlýnek verbindt met onder meer Žižice, Slaný, Mělník en Ješín.

### Spoorlijnen
Er is geen spoorlijn of station in Mlýnek. Het dichtstbijzijnde station is Zvoleněves, op ongeveer 4 km afstand. Dat station ligt aan spoorlijn 110 Kralupy nad Vltavou - Slaný - Louny.

### Buslijnen
Er is geen bushalte in Mlýnek. De dichtstbijzijnde bushalte is in Drnov, op ongeveer 1 km afstand.

## Bezienswaardigheden
Op de heuvel boven het dorp, vlakbij Podlešin, staat bunker IX.b/43/A uit 1938, die als vooroorlogse versterking van de Praagse Linie diende. Na 2000 is de bunker teruggebracht in oorspronkelijke staat en eigendom geworden van het Militair Museum van Smečno. Het is het enige bewaard gebleven lichte versterkingsobject in Midden-Bohemen.